# Жуков Анатолій Михайлович
Анатолій Михайлович Жуков (рос. Анатолий Михайлович Жуков; нар. 6 листопада 1938, Москва, СРСР — пом. 4 вересня 1984, Москва, СРСР) — радянський футболіст, півзахисника. Зіграв 102 матчі і забив два м'ячі у вищій лізі СРСР.

## Життєпис
Розпочав займатися футболом у 1952 році в школі московського «Динамо», перший тренер — Василь Сергійович Павлов. У 1956 році займався в Футбольної школі молоді, потім повернувся в систему «Динамо» і з 1957 року виступав за дубль команди. В першості дублерів за «біло-блакитних» провів 53 матчі і забив 4 м'ячі. Грав за юнацькі збірні Москви й СРСР, в тому числі в 1958 році став переможцем міжнародного юнацького турніру в Генті. За основний склад «Динамо» зіграв один матч — 26 квітня 1958 року в вищій лізі вийшов на заміну на 75-й хвилині замість Олександра Соколова в грі проти московського «Локомотива».
З 1960 року протягом чотирьох сезонів виступав у вищій лізі за мінське «Динамо» (команда також носила назву «Білорусь»), зіграв 90 матчів і забив один м'яч. Автором голу став 22 жовтня 1960 року в матчі проти тбіліського «Динамо».
У 1964 році грав у вищій лізі за донецький «Шахтар», потім значився в одеському «Чорноморці». З 1965 року протягом п'яти років виступав за команду з Гомеля, яка носила назви «Спартак» і «Гомсельмаш», провів понад 100 матчів. У віці 31 року завершив спортивну кар'єру.